# Vsetín
Vsetín (in tedesco Wesetin) è una città della Moravia meridionale, nella Repubblica Ceca. Fa parte della Regione di Zlín. La sua popolazione al 1º gennaio 2012 era di 26 976 abitanti.
Vsetín è il centro della regione storica della Valacchia morava.

## Monumenti e luoghi d'interesse

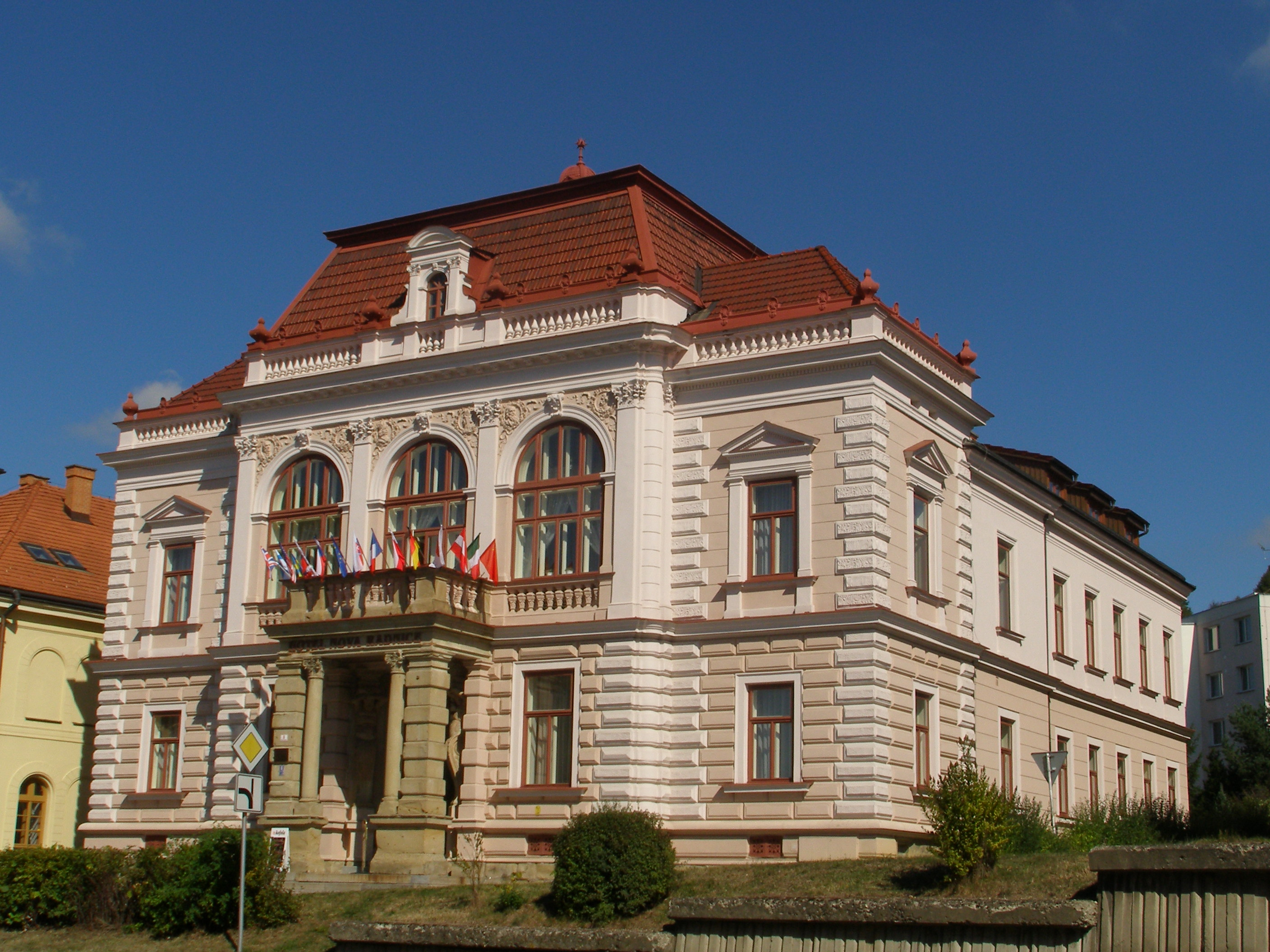
Il nuovo municipio di Vsetín

Il nuovo municipio di Vsetín è una delle prime opere dell'architetto slovacco Dušan Jurkovič.

## Amministrazione

### Gemellaggi
La città è gemellata con:
- Stará Ľubovňa, dal 1986
- Mödling, dal 1993
- Trenčianske Teplice
- Bytom, dal 2004
- Vrgorac, dal 2008
- Velletri